# Bartłomiej Pawłowski
Bartłomiej Pawłowski (Zgierz, Polonia, 13 de noviembre de 1992) es un futbolista polaco que juega como centrocampista en el Widzew Łódź de la Ekstraklasa.

## Trayectoria

### Jagiellonia Białystok
En junio de 2010, firmó tres años de contrato con el Jagiellonia Białystok.

### Jarota Jarocin
En invierno de 2011 es cedido seis meses al Jarota Jarocin.

### GKS Katowice
En junio de 2011 fue cedido al GKS Katowice por un año.

### Warta Poznań
Es cedido al Warta Poznań en verano de 2012.

### Widzew Łódź
Posteriormente es cedido al Widzew Łódź en invierno de 2012 ejerciendo la opción de compra en verano de 2013.

### Málaga C. F.
En julio de 2013 fue cedido al Málaga C. F. con opción de compra que al final no fue ejercida por el conjunto blanquiazul.

## Internacional
Ha sido internacional con la selección de Polonia sub-19 y sub-21.

## Clubes
| Club                         | País    | Año       |
| ---------------------------- | ------- | --------- |
| Jagiellonia Białystok        | Polonia | 2010-2013 |
| → Jarota Jarocin (cesión)    | Polonia | 2011      |
| → GKS Katowice (cesión)      | Polonia | 2012      |
| → Warta Poznań (cesión)      | Polonia | 2012      |
| → Widzew Łódź (cesión)       | Polonia | 2013      |
| Widzew Łódź                  | Polonia | 2013-2014 |
| → Málaga C. F. (cesión)      | España  | 2013-2014 |
| Lechia Gdańsk                | Polonia | 2014-2017 |
| → Zawisza Bydgoszcz (cesión) | Polonia | 2015      |
| → Korona Kielce (cesión)     | Polonia | 2015      |
| Zagłębie Lubin               | Polonia | 2017-2019 |
| Gazişehir Gaziantep F. K.    | Turquía | 2019-2020 |
| Śląsk Wrocław                | Polonia | 2020-2022 |
| Widzew Łódź                  | Polonia | 2022-     |